# Barnavårdsnämnd
Barnavårdsnämnder har förekommit i Sveriges kommuner sedan 1902 eller 1917 och fram till senast 1982. Enligt sociallagstiftningen har kommuner sedan 1902 rätt och skyldighet att ingripa när barn och ungdomar far illa eller har gjort sig skyldiga till ungdomsbrottlighet, skolk eller tiggeri. Barnavårdsnämnden hade dessa uppgifter. I vissa kommuner kunde uppgifterna inledningsvis ligga på exempelvis skolstyrelsen.  I vissa kommuner började   barnavårdsnämnder att inrättas från 1917 års lag om barnavårdsman för barn födda utom äktenskap. 1926 gjordes barnavårdsnämnderna obligatoriska, liksom inrättande av barnhem och skyddshem. Barnavårdsnämndens uppgifter flyttades senast 1982 över till kommunens socialnämnd eller annan nämnd.
Barnavårdsnämnderna var kommunala förtroendenämnder med rätt och skydlighet till tvångsomhändertagande av barn. Detta system har setts som en skandinavisk företeelse. Många andra länder inrättade runt är 1900 i stället familjedomstolar för ändamålet.
Barnavårdsnämndernas register finns arkiverade hos de kommunala arkiven (stadsarkiven), och kan finnas sökbara via riksarkivets söktjänst.

## Stockholms barnavårdsnämnd
Stockholms stad inrättade en barnavårdsnämnd 1924. Nämnden övertog stadens alla barnavårdande uppgifter, bland annat från folkskoledirektionen, hälsovårdsnämndens fosterbarnsinspektion och fattigvårdsnämnden. Stockholms barnavårdsnämnd upphörde 1974 i samband med att socialtjänsten i Stockholm omorganiserades.